# Skate America
Skate America è una competizione di livello senior nel pattinaggio di figura che si svolge nell'ambito del Grand Prix ISU di pattinaggio di figura. È organizzata dalla United States Figure Skating Association. Il luogo in cui si svolge cambia ogni anno. Le medaglie vengono assegnate in quattro discipline: singolo maschile, singolo femminile, coppie e danza su ghiaccio.
Il primo Skate America (inizialmente chiamato Norton Skate) si è svolto nel 1979 a Lake Placid, New York, ed è stato il test event per i Giochi Olimpici Invernali 1980. È stato incorporato nel Grand Prix nel 1995, l'anno della nascita della competizione.

## Albo d'oro

### Singolo maschile
| Anno | Luogo                           | Oro                             | Argento                         | Bronzo                          |
| 1979 | Lake Placid                     | Scott Hamilton                  | Scott Cramer                    | Jan Hoffmann                    |
| 1980 | La competizione non si è svolta | La competizione non si è svolta | La competizione non si è svolta | La competizione non si è svolta |
| 1981 | Lake Placid                     | Scott Hamilton                  | Robert Wagenhoffer              | Brian Boitano                   |
| 1982 | Lake Placid                     | Scott Hamilton                  | Heiko Fischer                   | Jozef Sabovčík                  |
| 1983 | Rochester                       | Brian Boitano                   | Rudi Cerne                      | Bobby Beauchamp                 |
| 1984 | La competizione non si è svolta | La competizione non si è svolta | La competizione non si è svolta | La competizione non si è svolta |
| 1985 | St. Paul                        | Jozef Sabovčík                  | Brian Boitano                   | Viktor Petrenko                 |
| 1986 | Portland                        | Brian Boitano                   | Viktor Petrenko                 | Daniel Doran                    |
| 1987 | La competizione non si è svolta | La competizione non si è svolta | La competizione non si è svolta | La competizione non si è svolta |
| 1988 | Portland                        | Christopher Bowman              | Daniel Doran                    | Todd Eldredge                   |
| 1989 | Indianapolis                    | Christopher Bowman              | Viktor Petrenko                 | Kurt Browning                   |
| 1990 | Buffalo                         | Viktor Petrenko                 | Christopher Bowman              | Todd Eldredge                   |
| 1991 | Oakland                         | Christopher Bowman              | Petr Barna                      | Todd Eldredge                   |
| 1992 | Atlanta                         | Todd Eldredge                   | Scott Davis                     | Mark Mitchell                   |
| 1993 | Dallas                          | Viktor Petrenko                 | Brian Boitano                   | Aleksej Urmanov                 |
| 1994 | Pittsburgh                      | Todd Eldredge                   | Philippe Candeloro              | Éric Millot                     |
| 1995 | Detroit                         | Todd Eldredge                   | Michael Weiss                   | Aleksandr Abt                   |
| 1996 | Springfield                     | Todd Eldredge                   | Aleksej Urmanov                 | Aleksej Jagudin                 |
| 1997 | Detroit                         | Todd Eldredge                   | Evgenij Pljuščenko              | Aleksandr Abt                   |
| 1998 | Detroit                         | Aleksej Jagudin                 | Michael Weiss                   | Aleksej Urmanov                 |
| 1999 | Colorado Springs                | Aleksej Jagudin                 | Timothy Goebel                  | Elvis Stojko                    |
| 2000 | Colorado Springs                | Timothy Goebel                  | Aleksej Jagudin                 | Todd Eldredge                   |
| 2001 | Colorado Springs                | Timothy Goebel                  | Takeshi Honda                   | Aleksandr Abt                   |
| 2002 | Spokane                         | Brian Joubert                   | Aleksandr Abt                   | Matthew Savoie                  |
| 2003 | Reading                         | Michael Weiss                   | Takeshi Honda                   | Zhang Min                       |
| 2004 | Pittsburgh                      | Brian Joubert                   | Ryan Jahnke                     | Michael Weiss                   |
| 2005 | Atlantic City                   | Daisuke Takahashi               | Evan Lysacek                    | Brian Joubert                   |
| 2006 | Hartford                        | Nobunari Oda                    | Evan Lysacek                    | Alban Préaubert                 |
| 2007 | Reading                         | Daisuke Takahashi               | Evan Lysacek                    | Patrick Chan                    |
| 2008 | Everett                         | Takahiko Kozuka                 | Johnny Weir                     | Evan Lysacek                    |
| 2009 | Lake Placid                     | Evan Lysacek                    | Shawn Sawyer                    | Ryan Bradley                    |
| 2010 | Portland                        | Daisuke Takahashi               | Nobunari Oda                    | Armin Mahbanoozadeh             |
| 2011 | Ontario                         | Michal Březina                  | Kevin van der Perren            | Takahiko Kozuka                 |
| 2012 | Kent                            | Takahiko Kozuka                 | Yuzuru Hanyū                    | Tatsuki Machida                 |
| 2013 | Detroit                         | Tatsuki Machida                 | Adam Rippon                     | Max Aaron                       |
| 2014 | Chicago                         | Tatsuki Machida                 | Jason Brown                     | Nam Nguyen                      |
| 2015 | Milwaukee                       | Max Aaron                       | Shōma Uno                       | Jason Brown                     |
| 2016 | Chicago                         | Shōma Uno                       | Jason Brown                     | Adam Rippon                     |
| 2017 | Lake Placid                     | Nathan Chen                     | Adam Rippon                     | Sergej Voronov                  |
| 2018 | Everett                         | Nathan Chen                     | Michal Brezina                  | Sergej Voronov                  |
| 2019 | Las Vegas                       | Nathan Chen                     | Jason Brown                     | Dmitrij Aliev                   |
| 2020 | Las Vegas                       | Nathan Chen                     | Vincent Zhou                    | Keegan Messing                  |
| 2021 | Las Vegas                       | Vincent Zhou                    | Shōma Uno                       | Nathan Chen                     |
| 2022 | Norwood                         | Ilia Malinin                    | Kao Miura                       | Cha Jun-hwan                    |
| 2023 | Allen                           | Ilia Malinin                    | Kevin Aymoz                     | Shun Satō                       |
| 2024 | Allen                           | Ilia Malinin                    | Kevin Aymoz                     | Kao Miura                       |

### Singolo femminile
| Anno | Luogo                           | Oro                             | Argento                         | Bronzo                          |
| 1979 | Lake Placid                     | Lisa-Marie Allen                | Susanna Driano                  | Sandy Lenz                      |
| 1980 | La competizione non si è svolta | La competizione non si è svolta | La competizione non si è svolta | La competizione non si è svolta |
| 1981 | Lake Placid                     | Vikki de Vries                  | Elaine Zayak                    | Claudia Kristofics-Binder       |
| 1982 | Lake Placid                     | Rosalynn Sumners                | Claudia Leistner                | Kristiina Wegelius              |
| 1983 | Rochester                       | Tiffany Chin                    | Jill Frost                      | Kelly Webster                   |
| 1984 | La competizione non si è svolta | La competizione non si è svolta | La competizione non si è svolta | La competizione non si è svolta |
| 1985 | St. Paul                        | Debi Thomas                     | Tracey Wainman                  | Katrien Pauwels                 |
| 1986 | Portland                        | Tiffany Chin                    | Tonya Harding                   | Agnès Gosselin                  |
| 1987 | La competizione non si è svolta | La competizione non si è svolta | La competizione non si è svolta | La competizione non si è svolta |
| 1988 | Portland                        | Claudia Leistner                | Midori Itō                      | Kristi Yamaguchi                |
| 1989 | Indianapolis                    | Tonya Harding                   | Jill Trenary                    | Simone Lang                     |
| 1990 | Buffalo                         | Kristi Yamaguchi                | Midori Itō                      | Tonia Kwiatkowski               |
| 1991 | Oakland                         | Tonya Harding                   | Kristi Yamaguchi                | Surya Bonaly                    |
| 1992 | Atlanta                         | Yuka Satō                       | Nancy Kerrigan                  | Chen Lu                         |
| 1993 | Dallas                          | Oksana Bajul                    | Surya Bonaly                    | Tonya Harding                   |
| 1994 | Pittsburgh                      | Surya Bonaly                    | Michelle Kwan                   | Irina Sluckaja                  |
| 1995 | Detroit                         | Michelle Kwan                   | Chen Lu                         | Irina Sluckaja                  |
| 1996 | Springfield                     | Michelle Kwan                   | Tonia Kwiatkowski               | Sydne Vogel                     |
| 1997 | Detroit                         | Michelle Kwan                   | Tara Lipinski                   | Elena Sokolova                  |
| 1998 | Detroit                         | Marija Butyrskaja               | Elena Sokolova                  | Angela Nikodinov                |
| 1999 | Colorado Springs                | Michelle Kwan                   | Julija Soldatova                | Elena Sokolova                  |
| 2000 | Colorado Springs                | Michelle Kwan                   | Sarah Hughes                    | Elena Sokolova                  |
| 2001 | Colorado Springs                | Michelle Kwan                   | Sarah Hughes                    | Viktorija Volčkova              |
| 2002 | Spokane                         | Michelle Kwan                   | Ann Patrice McDonough           | Elena Ljašenko                  |
| 2003 | Reading                         | Sasha Cohen                     | Jennifer Kirk                   | Shizuka Arakawa                 |
| 2004 | Pittsburgh                      | Angela Nikodinov                | Cynthia Phaneuf                 | Miki Andō                       |
| 2005 | Atlantic City                   | Elena Sokolova                  | Alissa Czisny                   | Yoshie Onda                     |
| 2006 | Hartford                        | Miki Andō                       | Kimmie Meissner                 | Mao Asada                       |
| 2007 | Reading                         | Kimmie Meissner                 | Miki Andō                       | Caroline Zhang                  |
| 2008 | Everett                         | Yuna Kim                        | Yukari Nakano                   | Miki Andō                       |
| 2009 | Lake Placid                     | Yuna Kim                        | Rachael Flatt                   | Júlia Sebestyén                 |
| 2010 | Portland                        | Kanako Murakami                 | Rachael Flatt                   | Carolina Kostner                |
| 2011 | Ontario                         | Alissa Czisny                   | Carolina Kostner                | Viktoria Helgesson              |
| 2012 | Kent                            | Ashley Wagner                   | Christina Gao                   | Adelina Sotnikova               |
| 2013 | Detroit                         | Mao Asada                       | Ashley Wagner                   | Elena Radionova                 |
| 2014 | Chicago                         | Elena Radionova                 | Elizaveta Tuktamyševa           | Gracie Gold                     |
| 2015 | Milwaukee                       | Evgenija Medvedeva              | Gracie Gold                     | Satoko Miyahara                 |
| 2016 | Chicago                         | Ashley Wagner                   | Mariah Bell                     | Mai Mihara                      |
| 2017 | Lake Placid                     | Satoko Miyahara                 | Kaori Sakamoto                  | Bradie Tennell                  |
| 2018 | Everett                         | Satoko Miyahara                 | Kaori Sakamoto                  | Sof'ja Samodurova               |
| 2019 | Las Vegas                       | Anna Ščerbakova                 | Bradie Tennell                  | Elizaveta Tuktamyševa           |
| 2020 | Las Vegas                       | Mariah Bell                     | Bradie Tennell                  | Audrey Shin                     |
| 2021 | Las Vegas                       | Aleksandra Trusova              | Daria Usacheva                  | You Young                       |
| 2022 | Norwood                         | Kaori Sakamoto                  | Isabeau Levito                  | Amber Glenn                     |
| 2023 | Allen                           | Loena Hendrickx                 | Isabeau Levito                  | Niina Petrõkina                 |
| 2024 | Allen                           | Wakaba Higuchi                  | Rinka Watanabe                  | Isabeau Levito                  |

### Coppie
| Anno | Luogo                           | Oro                                     | Argento                                  | Bronzo                                    |
| 1979 | Lake Placid                     | Sabine Baeß / Tassilo Thierbach         | Caitlin Carruthers / Peter Carruthers    | Vickie Heasley / Robert Wagenhoffer       |
| 1980 | La competizione non si è svolta | La competizione non si è svolta         | La competizione non si è svolta          | La competizione non si è svolta           |
| 1981 | Lake Placid                     | Barbara Underhill / Paul Martini        | Caitlin Carruthers / Peter Carruthers    | Elena Valova / Oleg Vasil'ev              |
| 1982 | Lake Placid                     | Elena Valova / Oleg Vasil'ev            | Lea Ann Miller / William Fauver          | Nellie Červotkina / Viktor Teslja         |
| 1983 | Rochester                       | Caitlin Carruthers / Peter Carruthers   | Jill Watson / Burt Lancon                | Melinda Kunhegyi / Lyndon Johnston        |
| 1984 | La competizione non si è svolta | La competizione non si è svolta         | La competizione non si è svolta          | La competizione non si è svolta           |
| 1985 | St. Paul                        | Jill Watson / Peter Oppegard            | Elena Bečke / Valerij Kornienko          | Gillian Wachsman / Todd Waggoner          |
| 1986 | Portland                        | Katy Keeley / Joseph Mero               | Denise Benning / Lyndon Johnston         | Ljudmila Koblova / Andrej Kalitin         |
| 1987 | La competizione non si è svolta | La competizione non si è svolta         | La competizione non si è svolta          | La competizione non si è svolta           |
| 1988 | Portland                        | Natal'ja Miškutënok / Artur Dmitriev    | Marina El'cova / Sergej Zajcev           | Natalie Seybold / Wayne Seybold           |
| 1989 | Indianapolis                    | Natal'ja Miškutënok / Artur Dmitriev    | Kristi Yamaguchi / Rudy Galindo          | Peggy Schwarz / Alexander König           |
| 1990 | Buffalo                         | Marina El'cova / Andrej Buškov          | Radka Kovaříková / René Novotný          | Mandy Wötzel / Axel Rauschenbach          |
| 1991 | Oakland                         | Calla Urbanski / Rocky Marval           | Elena Nikonova / Nikolaj Apter           | Peggy Schwarz / Alexander König           |
| 1992 | Atlanta                         | Marina El'cova / Andrej Buškov          | Radka Kovaříková / René Novotný          | Evgenija Šiškova / Vadim Naumov           |
| 1993 | Dallas                          | Evgenija Šiškova / Vadim Naumov         | Kyoko Ina / Jason Dungjen                | Karen Courtland / Todd Reynolds           |
| 1994 | Pittsburgh                      | Marina El'cova / Andrej Buškov          | Evgenija Šiškova / Vadim Naumov          | Radka Kovaříková / René Novotný           |
| 1995 | Detroit                         | Marina El'cova / Andrej Buškov          | Jenni Meno / Todd Sand                   | Elena Berežnaja / Oleg Šljachov           |
| 1996 | Springfield                     | Oksana Kazakova / Artur Dmitriev        | Shelby Lyons / Brian Wells               | Stephanie Stiegler / John Zimmerman       |
| 1997 | Detroit                         | Marina El'cova / Andrej Buškov          | Kyoko Ina / Jason Dungjen                | Evgenija Šiškova / Vadim Naumov           |
| 1998 | Detroit                         | Elena Berežnaja / Anton Sicharulidze    | Kristy Wirtz / Kris Wirtz                | Viktorija Maksiuta / Vladislav Žovnirskij |
| 1999 | Colorado Springs                | Jamie Salé / David Pelletier            | Sarah Abitbol / Stéphane Bernadis        | Elena Berežnaja / Anton Sicharulidze      |
| 2000 | Colorado Springs                | Jamie Salé / David Pelletier            | Shen Xue / Zhao Hongbo                   | Tat'jana Tot'mjanina / Maksim Marinin     |
| 2001 | Colorado Springs                | Jamie Salé / David Pelletier            | Kyoko Ina / John Zimmerman               | Tat'jana Tot'mjanina / Maksim Marinin     |
| 2002 | Spokane                         | Tat'jana Tot'mjanina / Maksim Marinin   | Anabelle Langlois / Patrice Archetto     | Pang Qing / Tong Jian                     |
| 2003 | Reading                         | Pang Qing / Tong Jian                   | Marija Petrova / Aleksej Tichonov        | Zhang Dan / Zhang Hao                     |
| 2004 | Pittsburgh                      | Zhang Dan / Zhang Hao                   | Julija Obertas / Sergej Slavnov          | Rena Inoue / John Baldwin                 |
| 2005 | Atlantic City                   | Zhang Dan / Zhang Hao                   | Rena Inoue / John Baldwin                | Julija Obertas / Sergej Slavnov           |
| 2006 | Hartford                        | Rena Inoue / John Baldwin               | Dorota Siudek / Mariusz Siudek           | Naomi Nari Nam / Themistocles Leftheris   |
| 2007 | Reading                         | Jessica Dubé / Bryce Davison            | Pang Qing / Tong Jian                    | Vera Bazarova / Jurij Larionov            |
| 2008 | Everett                         | Aliona Savchenko / Robin Szolkowy       | Keauna McLaughlin / Rockne Brubaker      | Marija Muchortova / Maksim Tran'kov       |
| 2009 | Lake Placid                     | Shen Xue / Zhao Hongbo                  | Tat'jana Volosožar / Stanislav Morozov   | Zhang Dan / Zhang Hao                     |
| 2010 | Portland                        | Aliona Savchenko / Robin Szolkowy       | Kirsten Moore-Towers / Dylan Moscovitch  | Sui Wenjing / Han Cong                    |
| 2011 | Ontario                         | Aliona Savchenko / Robin Szolkowy       | Zhang Dan / Zhang Hao                    | Kirsten Moore-Towers / Dylan Moscovitch   |
| 2012 | Kent                            | Tat'jana Volosožar / Maksim Tran'kov    | Pang Qing / Tong Jian                    | Caydee Denney / John Coughlin             |
| 2013 | Detroit                         | Tat'jana Volosožar / Maksim Tran'kov    | Kirsten Moore-Towers / Dylan Moscovitch  | Ksenija Stolbova / Fëdor Klimov           |
| 2014 | Chicago                         | Juko Kavaguti / Aleksandr Smirnov       | Haven Denney / Brandon Frazier           | Peng Cheng / Zhang Hao                    |
| 2015 | Milwaukee                       | Sui Wenjing / Han Cong                  | Alexa Scimeca / Chris Knierim            | Julianne Séguin / Charlie Bilodeau        |
| 2016 | Chicago                         | Julianne Séguin / Charlie Bilodeau      | Haven Denney / Brandon Frazier           | Evgenija Tarasova / Vladimir Morozov      |
| 2017 | Lake Placid                     | Aliona Savchenko / Bruno Massot         | Xiaoyu Yu / Zhang Hao                    | Meagan Duhamel / Eric Radford             |
| 2018 | Everett                         | Evgenija Tarasova / Vladimir Morozov    | Alisa Efimova / Alexander Korovin        | Ashley Cain / Timothy LeDuc               |
| 2019 | Las Vegas                       | Peng Cheng / Jin Yang                   | Dar'ja Pavljučenko / Denis Chodykin      | Haven Denney / Brandon Frazier            |
| 2020 | Las Vegas                       | Alexa Scimeca Knierim / Brandon Frazier | Jessica Calalang / Brian Johnson         | Audrey Lu / Misha Mitrofanov              |
| 2021 | Las Vegas                       | Evgenija Tarasova / Vladimir Morozov    | Riku Miura / Ryūichi Kihara              | Aleksandra Bojkova / Dmitrij Kozlovskij   |
| 2022 | Norwood                         | Alexa Knierim / Brandon Frazier         | Deanna Stellato-Dudek / Maxime Deschamps | Kelly-Ann Laurin / Loucas Éthier          |
| 2023 | Allen                           | Annika Hocke / Robert Kunkel            | Lia Pereira / Trennt Michaud             | Chelsea Liu / Balasz Nagy                 |
| 2024 | Allen                           | Riku Miura / Ryuichi Kihara             | Ellie Kam / Danny O'Shea                 | Alisa Efimova / Misha Mitrofanov          |

### Danza su ghiaccio
| Anno | Luogo                           | Oro                                     | Argento                                 | Bronzo                                       |
| 1979 | Lake Placid                     | Krisztina Regőczy / András Sallay       | Natal'ja Bestem'janova / Andrej Bukin   | Lorna Wighton / John Dowding                 |
| 1980 | La competizione non si è svolta | La competizione non si è svolta         | La competizione non si è svolta         | La competizione non si è svolta              |
| 1981 | Lake Placid                     | Judy Blumberg / Michael Seibert         | Elena Garanina / Igor' Zavozin          | Karen Barber / Nicky Slater                  |
| 1982 | Lake Placid                     | Elisa Spitz / Scott Gregory             | Elena Garanina / Igor' Zavozin          | Karyn Garossino / Rod Garossino              |
| 1983 | Rochester                       | Elisa Spitz / Scott Gregory             | Kelly Johnson / John Thomas             | Wendy Sessions / Stephen Williams            |
| 1984 | Competition not held            | Competition not held                    | Competition not held                    | Competition not held                         |
| 1985 | St. Paul                        | Renée Roca / Donald Adair               | Irina Žuk / Oleg Petrov                 | Antonia Becherer / Ferdinand Becherer        |
| 1986 | Portland                        | Isabelle Duchesnay / Paul Duchesnay     | Suzanne Semanick / Scott Gregory        | Jo-Anne Borlase / Scott Chalmers             |
| 1987 | La competizione non si è svolta | La competizione non si è svolta         | La competizione non si è svolta         | La competizione non si è svolta              |
| 1988 | Portland                        | Susan Wynne / Joseph Druar              | Svetlana Ljapina / Gorša Sur            | Renée Roca / James Yorke                     |
| 1989 | Indianapolis                    | Majja Usova / Aleksandr Žulin           | April Sargent / Russ Witherby           | Jo-Anne Borlase / Martin Smith               |
| 1990 | Buffalo                         | Stefania Calegari / Pasquale Camerlengo | Isabelle Sarech / Xavier Debernis       | Ilona Mel'nyčenko / Gennadij Kaskov          |
| 1991 | Oakland                         | Tat'jana Navka / Samuel Gezalian        | Susanna Rahkamo / Petri Kokko           | Dominique Yvon / Frédéric Palluel            |
| 1992 | Atlanta                         | Majja Usova / Aleksandr Žulin           | Sophie Moniotte / Pascal Lavanchy       | Elizabeth Punsalan / Jerod Swallow           |
| 1993 | Dallas                          | Sophie Moniotte / Pascal Lavanchy       | Kateřina Mrázová / Martin Šimeček       | Renée Roca / Gorsha Sur                      |
| 1994 | Pittsburgh                      | Elizabeth Punsalan / Jerod Swallow      | Marina Anisina / Gwendal Peizerat       | Elizaveta Stekolnikova / Dmitri Kazarliga    |
| 1995 | Detroit                         | Oksana Griščuk / Evgenij Platov         | Anželika Krylova / Oleg Ovsjannikov     | Renée Roca / Gorsha Sur                      |
| 1996 | Springfield                     | Anželika Krylova / Oleg Ovsjannikov     | Irina Lobačëva / Il'ja Averbuch         | Sophie Moniotte / Pascal Lavanchy            |
| 1997 | Detroit                         | Elizabeth Punsalan / Jerod Swallow      | Barbara Fusar-Poli / Maurizio Margaglio | Anna Semenovič / Vladimir Fëdorov            |
| 1998 | Detroit                         | Marina Anisina / Gwendal Peizerat       | Irina Lobačëva / Il'ja Averbuch         | Barbara Fusar-Poli / Maurizio Margaglio      |
| 1999 | Colorado Springs                | Barbara Fusar-Poli / Maurizio Margaglio | Irina Lobačëva / Il'ja Averbuch         | Naomi Lang / Peter Tchernyshev               |
| 2000 | Colorado Springs                | Barbara Fusar-Poli / Maurizio Margaglio | Margarita Drobiazko / Povilas Vanagas   | Shae-Lynn Bourne / Viktor Kraatz             |
| 2001 | Colorado Springs                | Shae-Lynn Bourne / Victor Kraatz        | Galit Chait / Sergej Sachnovskij        | Margarita Drobiazko / Povilas Vanagas        |
| 2002 | Spokane                         | Olena Hrušyna / Ruslan Hončarov         | Tat'jana Navka / Roman Kostomarov       | Tanith Belbin / Benjamin Agosto              |
| 2003 | Reading                         | Tanith Belbin / Benjamin Agosto         | Olena Hrušyna / Ruslan Hončarov         | Isabelle Delobel / Olivier Schoenfelder      |
| 2004 | Pittsburgh                      | Tanith Belbin / Benjamin Agosto         | Galit Chait / Sergej Sachnovskij        | Megan Wing / Aaron Lowe                      |
| 2005 | Atlantic City                   | Tanith Belbin / Benjamin Agosto         | Isabelle Delobel / Olivier Schoenfelder | Oksana Domnina / Maksim Šabalin              |
| 2006 | Hartford                        | Albena Denkova / Maksim Staviski        | Melissa Gregory / Denis Petuchov        | Nathalie Péchalat / Fabian Bourzat           |
| 2007 | Reading                         | Tanith Belbin / Benjamin Agosto         | Nathalie Péchalat / Fabian Bourzat      | Federica Faiella / Massimo Scali             |
| 2008 | Everett                         | Isabelle Delobel / Olivier Schoenfelder | Tanith Belbin / Benjamin Agosto         | Sinead Kerr / John Kerr                      |
| 2009 | Lake Placid                     | Tanith Belbin / Benjamin Agosto         | Anna Cappellini / Luca Lanotte          | Alexandra Zaretsky / Roman Zaretsky          |
| 2010 | Portland                        | Meryl Davis / Charlie White             | Vanessa Crone / Paul Poirier            | Maia Shibutani / Alex Shibutani              |
| 2011 | Ontario                         | Meryl Davis / Charlie White             | Nathalie Péchalat / Fabian Bourzat      | Isabella Tobias / Deividas Stagniūnas        |
| 2012 | Kent                            | Meryl Davis / Charlie White             | Ekaterina Bobrova / Dmitrij Solov'ëv    | Kaitlyn Weaver / Andrew Poje                 |
| 2013 | Detroit                         | Meryl Davis / Charlie White             | Anna Cappellini / Luca Lanotte          | Maia Shibutani / Alex Shibutani              |
| 2014 | Chicago                         | Madison Chock / Evan Bates              | Maia Shibutani / Alex Shibutani         | Aleksandra Stepanova / Ivan Bukin            |
| 2015 | Milwaukee                       | Madison Chock / Evan Bates              | Viktorija Sinicina / Nikita Kacalapov   | Piper Gilles / Paul Poirier                  |
| 2016 | Chicago                         | Maia Shibutani / Alex Shibutani         | Madison Hubbell / Zachary Donohue       | Ekaterina Bobrova / Dmitrij Solov'ëv         |
| 2017 | Lake Placid                     | Maia Shibutani / Alex Shibutani         | Anna Cappellini / Luca Lanotte          | Viktorija Sinicina / Nikita Kacalapov        |
| 2018 | Everett                         | Madison Hubbell / Zachary Donohue       | Charlène Guignard / Marco Fabbri        | Tiffany Zahorski / Jonathan Guerreiro        |
| 2019 | Las Vegas                       | Madison Hubbell / Zachary Donohue       | Aleksandra Stepanova / Ivan Bukin       | Laurence Fournier Beaudry / Nikolaj Sørensen |
| 2020 | Las Vegas                       | Madison Hubbell / Zachary Donohue       | Kaitlin Hawayek / Jean-Luc Baker        | Christina Carreira / Anthony Ponomarenko     |
| 2021 | Las Vegas                       | Madison Hubbell / Zachary Donohue       | Madison Chock / Evan Bates              | Laurence Fournier Beaudry / Nikolaj Sørensen |
| 2022 | Norwood                         | Madison Chock / Evan Bates              | Kaitlin Hawayek / Jean-Luc Baker        | Marie-Jade Lauriault / Romani Le Gac         |
| 2023 | Allen                           | Madison Chock / Evan Bates              | Marjorie Lajoie / Zachary Lagha         | Evgeniia Lopareva / Geoffrey Brissaud        |
| 2024 | Allen                           | Lilah Fear / Lewis Gibson               | Madison Chock / Evan Bates              | Olivia Smart / Tim Dieck                     |